# نوبوتاكا إيمامورا
نوبوتاكا إيمامورا (باليابانية: 今村信貴؛ بالكانا: いまむら のぶたか) هو لاعب كرة قاعدة ياباني، ولد في 15 مارس 1994 في شيجوناواتي في اليابان.

## وصلات خارجية
- نوبوتاكا إيمامورا على موقع الدوري الياباني لكرة القاعدة (الإنجليزية)
- نوبوتاكا إيمامورا على موقعبيزبول رفرنس.كوم (الدوري الثانوي) (الإنجليزية)